# Sosípolis
Sosípolis (Sosipolis, Σωσίπολις literalment el savi de l'estat) fou un heroi grec mític de l'Èlida.
Tenia un santuari dedicat conjuntament amb Elítia al peu del turó de Cronos a Olímpia i ningú es podia apropar al seu altar excepte els sacerdots i encara havien de portar el cap cobert; el seu culte tenia origen en un heroi que en forma d'infant es va convertir en serp per foragitar als arcadis que havien envair Èlida.